# Vitkragad manakin
Vitkragad manakin (Manacus candei) är en fågel i familjen manakiner inom ordningen tättingar.

## Utbredning och systematik
Fågeln förekommer i lågland mot Mexikanska golfen i södra Mexiko söderut till östra Costa Rica. Vissa behandlar den som underart till munkmanakin (Manacus manacus).

## Status
IUCN kategoriserar arten som livskraftig.